# Локтев, Джулия
Джулия Локтев (англ. Julia Loktev; имя при рождении — Юлия Леонидовна Локтева, род. 12 декабря 1969, Ленинград, СССР) — американский кинорежиссёр и видеохудожник.

## Биография
Родилась в Ленинграде в еврейской семье, эмигрировавшей в США (штат Колорадо) в декабре 1978 года, когда ей было 9 лет. Училась сначала в университете МакГилл в Монреале, затем с 1996 года в Университете Нью-Йорка. Её выпускной работой в 1998 году стал документальный фильм Moment of Impact, в котором она показывает ежедневную жизнь своей семьи после того, как в 1989 году её отец попал в автокатастрофу и остался инвалидом. Фильм получил несколько призов на кинофестивалях, в том числе приз за режиссуру (англ. Directing Award) кинофестиваля Сандэнс, один из призов кинофестиваля в Сан-Франциско, приз за лучший документальный фильм телевидения Баварии (нем. Dokumentarfilmpreis des Bayerischen Fernsehens) на фестивале документальных фильмов в Мюнхене, а также приз за лучший документальный фильм Международного кинофестиваля в Карловых Варах.
В 2006 году сняла художественный фильм День-ночь-день-ночь о террористке-самоубийце, которая должна была устроить террористический акт в Нью-Йорке, но по независящим от неё причинам теракт не удался. По словам Локтев, идея фильма пришла к ней после того, как в одной из российских газет она прочла историю Заремы Мужахоевой, чеченской террористки, которая не смогла взорвать бомбу в Москве и была арестована. В главной роли в фильме снялась Луиза Уильямс. Фильм был показан в секции «Двухнедельник режиссёров» (Quinzaine des Realisateurs) на Каннском кинофестивале и удостоен приза «Юный взгляд» (Regard jeune). Фильм также был отмечен другими призами, в том числе призом Someone to Watch Award кинофестиваля Независимый дух. Снят на средства, предоставленные немецким центральным телеканалом ZDF и франко-немецким Arte и был показан по этим каналам.
Видео-инсталляции Джулии Локтев прошли в ведущих выставочных залах мира, как то в P.S.1 в Нью-Йорке в 2000 году, в Доме искусства в Мюнхене в 2002 году и в художественном музее Тэйт Модерн в Лондоне в 2004 году.
Живёт в Нью-Йорке.

## Фильмография
- 1998 — «Момент удара[англ.]» (д/ф, режиссёр, монтажёр, оператор)
- 2006 — «День-ночь, день-ночь[англ.]» (х/ф, режиссёр, сценарист, продюсер)
- 2011 — «Самая одинокая планета[англ.]» (х/ф, режиссёр, сценарист)
- 2024 — «Мои нежелательные друзья. Часть I: Последний воздух в Москве[англ.]» (д/ф, режиссёр, монтажёр, оператор)